# رجل فوق الشبهات (مسلسل)
رجل فوق الشبهات مسلسل تلفزيوني عراقي، من إخراج جلال كامل، وتأليف صباح عطوان.

## الممثلون
- سناء عبد الرحمن.
- آسيا كمال.
- بهجت الجبوري.
- عبد الخالق المختار.
- سليمة خضير.
- خليل عبد القادر.
- عبد الستار البصري.
- طالب الفراتي.
- محسن العزاوي.
- راسم الجميلي.
- كارلو هاريتون.
- مازن محمد مصطفى.